# Love, Sax and Flashbacks
Love, Sax and Flashbacks é o álbum de estúdio de estreia da artista musical britânica Fleur East, lançado em 4 de dezembro de 2015 através da gravadora Syco Music.

## Antecedentes
Em 2005, East era membro do grupo feminino Addictiv Ladies, que concorreu na segunda série da competição musical The X Factor, mas foram eliminadas na primeira semana. East trabalhou como garçonete na boate Aura Mayfair, em Londres, para ajudar a sustentar sua carreira musical, e foi também um modelo fitness para a agência W Athletic, mas acabou quase falindo.
Mais tarde, East disse que, no início de 2014, ela estava "completamente deprimida", e estava considerando acabar com sua carreira musical, até que seus amigos e familiares a encorajaram a participar das audições para o The X Factor. Em junho de 2014, East fez o teste para a décima primeira série do The X Factor. Na nona semana de shows ao vivo, East apresentou ao vivo uma versão de "Uptown Funk", de Mark Ronson com a participação de Bruno Mars. A versão de East então alcançou o topo da tabela musical UK Singles Chart. Na semana seguinte, East foi anunciada como a vice-campeã da competição, perdendo para Ben Haenow.
Em janeiro de 2015, East anunciou que ela havia assinado um contrato com a Syco Music, a gravadora de Simon Cowell, que foi o mentor de East enquanto ela participava do The X Factor. Em seguida, ela iniciou o desenvolvimento de seu álbum de estreia, trabalhando com vários musicistas, entre eles, Wayne Hector, The Invisible Men, Jack Splash, e TMS.

## Singles
"Sax" foi lançada como o primeiro single do disco em 6 de novembro de 2015. A faixa estreou na posição de número três na UK Singles Chart, logo após uma aclamada apresentação da faixa no The X Factor. O single também já recebeu mais de 50 milhões de streams na plataforma Spotify. Um vídeo musical para a faixa foi lançado em 26 de novembro e tem mais de 35 milhões de visualizações. A faixa "More and More" foi lançada como  segundo single em 22 de janeiro de 2016.

## Desempenho comercial
O álbum estreou na posição de número 14 na tabela musical UK Albums Chart devido às 26,691 cópias vendidas. O álbum vendeu mais de 100,000 cópias até o momento.

## Lista de faixas
A edição padrão de Love, Sax and Flashbacks contém 12 faixas, enquanto a deluxe contém quatro faixas adicionais, totalizando 16.
| N.º | Título                      | Compositor(es) | Produtor(es)               | Duração |  |
| 1.  | "Sax"                       | Edvard Førre Erfjord Henrik Michelsen Fleur East JHart Camille Purcell                                                          | Electric Afterhrs b        | 3:56    |  |
| 2.  | "Breakfast"                 | Julian Bunetta Iain James | Bunetta                    | 3:25    |  |
| 3.  | "More and More"             | Erfjord Michelsen East Purcell JHart                                                                                            | Electric Ian Kirkpatrick   | 3:55    |  |
| 4.  | "Gold Watch"                | Tom Barnes Ben Kohn Peter Kelleher East Purcell Ed Drewett                                                                      | TMS                        | 3:32    |  |
| 5.  | "Love Me or Leave Me Alone" | Emanuel Kiriakou E. Kidd Bogart Zukhan Bey East                                                                                 | Kiriakou Bey               | 3:15    |  |
| 6.  | "Paris"                     | Erfjord Michelsen East Drewett Teena Marie Allen McGrier                                                                        | Electric                   | 3:22    |  |
| 7.  | "Kitchen"                   | Warren Felder East Trevor Brown Dean Parks Don Fletcher Weldon Parks                                                            | Felder                     | 3:22    |  |
| 8.  | "Over Getting Over"         | Andrew Wansel Felder Brown Kirby Lauryen                                                                                        | Felder Wansel Trevorious a | 3:21    |  |
| 9.  | "Baby Don't Dance"          | Jamie Sanderson East JHart Charles Spurling Hank Ballard                                                                        | Sermstyle Nick Seeley b    | 3:25    |  |
| 10. | "Tears Will Dry"            | Sanderson East Maureen "Mozella" McDonald                                                                                       | Sermstyle                  | 3:14    |  |
| 11. | "Never Say When"            | Wansel Felder East Lauryen | Pop & Oak                  | 3:23    |  |
| 12. | "Uptown Funk"               | Jeff Bhasker Philip Lawrence Bruno Mars Mark Ronson Nicholas Williams Devon Gallaspy Lonnie Simmons The Gap Band Rudolph Taylor | Bunetta                    | 2:20    |  |

| Edição deluxe |                |                                                                               |                                                 |         |  |
| N.º           | Título         | Compositor(es)                                                                | Produtor(es)                                    | Duração |  |
| 12.           | "Like That"    | Fraser T Smith East Ina Wroldsen Janée "Jin Jin" Bennett Ash Soan Ben Epstein | Fraser T Smith Zack the Lad b Benjamin Miller b | 3:11    |  |
| 13.           | "Serious"      | Daniel Davidsen Peter Wallevik Mich Hansen Wayne Hector                       | Davidsen Peter Wallevik Cutfather               | 3:29    |  |
| 14.           | "Know My Name" | Kasper Larsen Hansen East Maegan Cottone Tebey Ottoh                          | Kay Cutfather                                   | 3:28    |  |
| 15.           | "Uptown Funk"  | Bhasker Lawrence Mars Ronson Williams Gallaspy Simmons The Gap Band Taylor    | Bunetta                                         | 2:20    |  |
| 16.           | "Girl on Fire" | Bhasker Alicia Keys Salaam Remi Billy Squier                                  | Afterhrs                                        | 3:35    |  |

Notas
- ↑[a]  significa um co-produtor
- ↑[b]  significa um produtor adicional

## Desempenho nas tabelas musicais

### Posições
| Tabela musical (2015–16)            | Melhor posição |
| ----------------------------------- | -------------- |
| Irlanda (IRMA)                      | 16             |
| Escócia (Official Scottish Albums)  | 12             |
| Suíça (Schweizer Hitparade)         | 95             |
| Reino Unido (Official Albums Chart) | 14             |
| Reino Unido (UK Digital Albums)     | 10             |

| Tabela musical (2015)         | Posição |
| ----------------------------- | ------- |
| Reino Unido (UK Albums Chart) | 99      |

| Região            | Certificação |
| ----------------- | ------------ |
| Reino Unido (BPI) | Ouro         |